# Liste d'espèces envahissantes classées parmi les plus nuisibles au XXIe siècle
 (juillet 2023).
Améliorez-le ou discutez des points à vérifier. 
 (juillet 2023).
- Si vous ne connaissez pas le sujet, laissez ce bandeau (vous pouvez alors contacter les auteurs).
- Si vous supprimez le contenu mis en cause (vous pouvez préalablement contacter les auteurs),

argumentez précisément cette suppression dans la page de discussion
(un manque de référence n'est pas un argument ; une recherche réelle de référence doit avoir été effectuée, être formellement documentée).
 (octobre 2022).

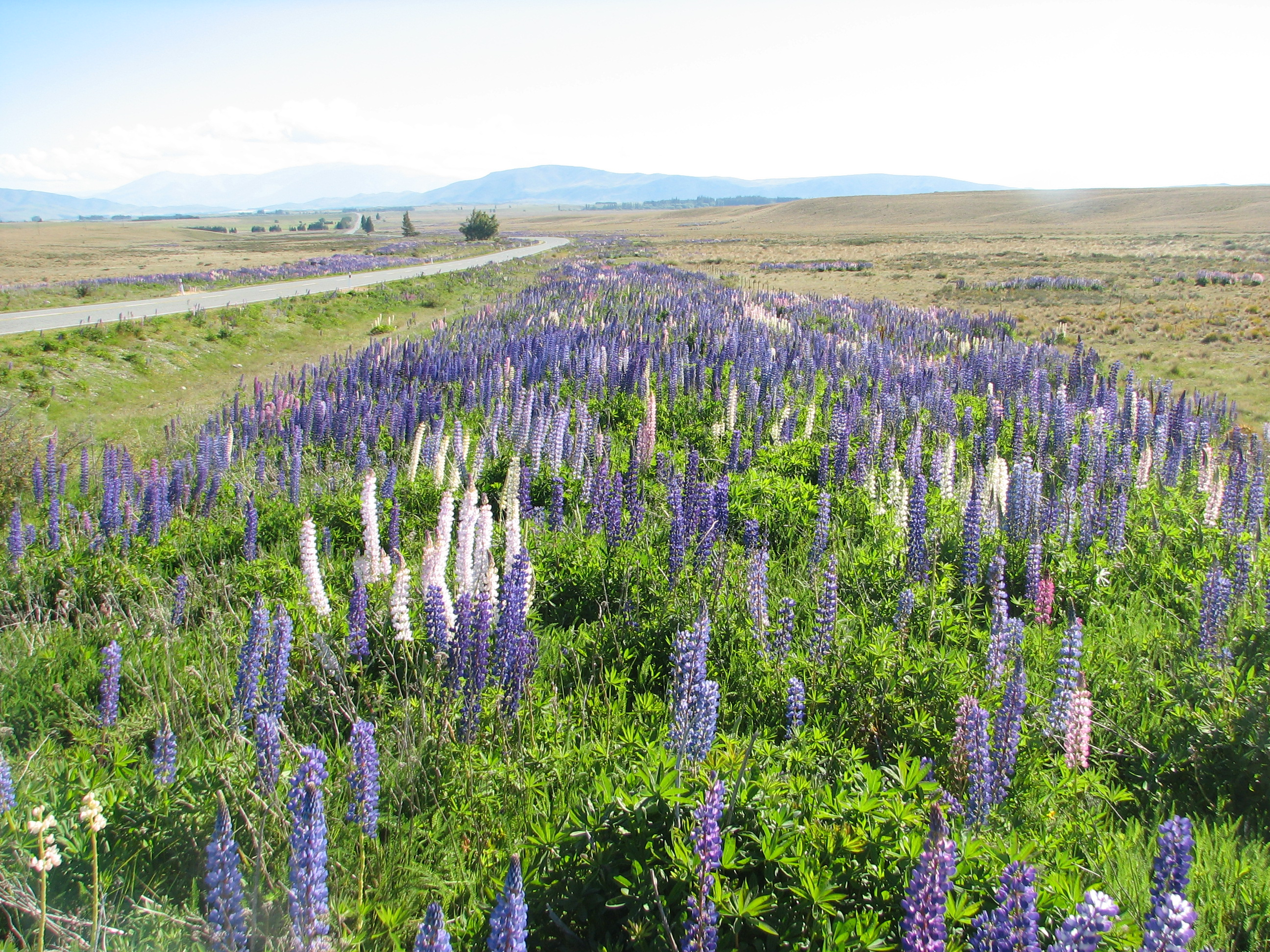
Lupinus polyphyllus le long d'une route dans la région de Canterbury en Nouvelle-Zélande. Originaire des régions au climat océanique d'Amérique du Nord, cette espèce, actuellement considérée comme envahissante, s'est établie dans différents pays d'Europe et d'Océanie où elle affecte les écosystèmes indigènes.

Bien qu'il existe plusieurs définitions des espèces envahissantes, elles sont toujours basées[Par qui ?] sur quatre critères principaux : 
- l’origine de l’espèce ;
- la capacité de l’espèce à se reproduire en milieu naturel ;
- la dispersion géographique de l’espèce ;
- et son impact environnemental[1].

Si la plupart des espèces exotiques persistent seulement au travers de petites populations isolées, quelques-unes peuvent adopter un comportement nuisible d'invasion biologique. On voit alors apparaître des populations importantes qui se dispersent au travers des paysages et qui peuvent entrer en compétition avec les espèces indigènes et altérer le fonctionnement des écosystèmes. Les impacts des espèces envahissantes diffèrent selon l’espèce en question et les milieux envahis. Leur position dans les réseaux trophiques et leur capacité de colonisation interviennent sur la nature, l’intensité et l’ampleur des impacts. On distingue généralement les effets écologiques (principalement l'altération du biotope et l'atteinte à la biodiversité), économiques et sanitaires.

## Collecte d'informations
Le nombre des espèces aujourd'hui considérées[Par qui ?] comme envahissantes est élevé et ne cesse de croître. Plusieurs organismes, notamment le groupe de travail international sur les espèces envahissantes de l'IUCN (Union Internationale pour la Conservation de la Nature), Invasive Species Specialist Group, qui administre la Global Invasive Species Database, mettent régulièrement à jour des listes de ces espèces. La liste ci-dessous reprend de manière non exhaustive les espèces les plus nuisibles.

## Plantes

### Plantes terrestres
| Plantes terrestres | | | | | | |
| Image              | Espèce | Origine | Zones où l'espèce est considérée comme envahissante                                                                                                 | Impacts sur la biodiversité | Problèmes économiques (en plus des coûts nécessaires à l'éradication) | Impacts sur la santé |
|                    | Acacia dealbata (Mimosa des fleuristes)                                                                                    | Australie, Nouvelle-Zélande | Europe, Afrique du Sud, Californie, Inde, Chili, Madagascar, Inde                                                                                   | - Compétition avec la végétation indigène - Effets allélopathiques - Modification de l'hydrologie | - Diminution de la production forestière | - Allergies |
|                    | Acacia mearnsii (Acacia à bois noir, Acacia madera negra, Acacia rouge)                                                    | Australie | Europe, Afrique du Sud, Taïwan, La Réunion | - Compétition avec la végétation indigène - Effets allélopathiques - Modification de l'hydrologie | | |
|                    | Acer platanoides (Érable de Norvège, Érable plane)                                                                         | Europe centrale et orientale | Amérique du Nord | - Altération des espèces d'arbre indigènes | | |
|                    | Aegopodium podagraria (Égopode podagraire, Herbe aux goutteux)                                                             | Europe, Asie | Amérique du Nord, Australie | - Formation de couverts denses - Compétition avec la végétation indigène | | |
|                    | Ailanthus altissima, (Ailante glanduleux, Ailante ou Faux vernis du Japon ou Vernis de Chine)                              | Est de l'Asie (Chine) | Europe, Afrique, États-Unis, Amérique du Sud, Asie, Australie                                                                                       | - Compétition avec la végétation indigène - Effets allélopathiques | - Dommages causés par le système racinaire | - Dermatites par contact et possibles myocardites lors de contacts prolongés |
|                    | Alliaria petiolata (Alliaire officinale, Herbe à ail)                                                                      | Europe | Canada, États-Unis | - Formation de peuplements denses - Menace importante pour les espèces désirées vulnérable ou en voie de disparition - Compétition avec la végétation indigène | - Impact sur la composition du sol | |
|                    | Ambrosia artemisiifolia (Ambroisie à feuilles d'armoise, Ambroisie élevée, Herbe à poux)                                   | Amérique du Nord | Europe, Amérique du Sud, Australie, Chine et Japon                                                                                                  | - Faible compétition | - Coûts médicaux dus aux allergies | - Hautement allergénique |
|                    | Ardisia elliptica (Ardisie elliptique)                                                                                     | Inde, Sri Lanka, Malaisie, Indonésie                                                                                               | Australie, Polynésie française, La Réunion, États-Unis                                                                                              | - Formation de couverts monospécifiques denses | | |
|                    | Arundo donax (Canne de Provence)                                                                                           | Asie | Amérique du Sud, Mexique, Amérique du Nord, Europe (régions méditerranéennes)                                                                       | - Réduction des habitats - Compétition avec les espèces végétales indigènes - Modification de l'hydrologie | - Augmentation de l'intensité et de la fréquence des feux | |
|                    | Campylopus introflexus, (Mousse cactus)                                                                                    | Amérique du Sud, Îles du Pacifique                                                                                                 | Europe (principalement Nord-ouest) | - Remplacement des couvertures de lichens | | |
|                    | Carpobrotus edulis (Croc de sorcière, Griffe de sorcière, Doigt de sorcière, Ficoïde comestible ou Figuier des Hottentots) | Afrique du Sud, Afrique du Nord | Europe, Méditerranée, Afrique du Nord, Amérique du Nord, Océanie                                                                                    | - Compétition agressive avec des espèces indigènes (affecte les espèces rares et menacées) - Modifications des propriétés physico-chimiques du sol | | |
|                    | Cecropia peltata (Bois trompette, Faux-ricin, Parasolier ou Pisse-roux)                                                    | Amérique centrale et Amérique du Sud                                                                                               | Malaisie, Côte d'Ivoire, Cameroun, Hawaï, Tahiti | - Compétition pour la lumière (invasion de la canopée) | | |
|                    | Chromolaena odorata (Herbe du Laos)                                                                                        | Amérique centrale et Amérique du Sud (régions tropicales)                                                                          | Afrique du Sud, Inde, Chine, Indonésie, Timor oriental, Philippines                                                                                 | - Compétition avec la végétation indigène - Effets allélopathiques - Impacts importants sur la reproduction de certains reptiles | - Invasion de certaines plantations (café, caoutchouc, huile de palme) - Source importante de combustible dans les feux de brousse                                                                    | - Allergies et asthme |
|                    | Cinchona pubescens (Arbre à quinine ou Quinquina)                                                                          | Costa Rica, Panama, Venezuela, Colombie, Équateur et Bolivie                                                                       | Sainte-Hélène, Tanzanie, Polynésie française, îles Galápagos, Hawaï                                                                                 | - Compétition - Perte de la diversité des arbustes et des herbacées | - Invasion des zones agricoles | |
|                    | Clidemia hirta (Clidémie hérissée ou Tabac-bœuf)                                                                           | Amérique centrale et Amérique du Sud (du Mexique en Argentine), La Caraïbe                                                         | Hawaï, Fidji, Singapour, Malaisie, îles du Pacifique, Tanzanie, île de la Réunion                                                                   | - Compétition et capacités envahissantes très élevées - Altération de la régénération des forêts - Cause possible de réduction d'espèces indigènes | | |
|                    | Cortaderia selloana (Herbe de la pampa)                                                                                    | Brésil, Argentine, Chili et Uruguay                                                                                                | Sud de l'Europe (Espagne), Macaronésie, Afrique du Sud, Australie, Nouvelle Zélande, Hawaï et la côte Pacifique des États-Unis                      | - Formation de couverts denses - Impacts sur les sites de nidification d'oiseaux de rivage | - Accroissement des risques d'incendies - Impacts sur la visibilité sur les routes | - Allergies en été |
|                    | Crassula helmsii (Crassule de Helms)                                                                                       | Australie, Tasmanie et Nouvelle-Zélande                                                                                            | Europe, Russie et Sud-est des États-Unis | - Formation de tapis denses flottants sur des étendues aquatiques pouvant provoquer une diminution de l'éclairement et une raréfaction de l'oxygène - Réduction de la diversité chez les invertébrés, les amphibiens et les poissons | - Impacts sur les activités de pêche et sur la navigation | |
|                    | Cytisus scoparius (Genêt à balais)                                                                                         | Europe | Canada | - Compétition avec la végétation indigène | | - La plante contient des substances toxiques |
|                    | Echinocystis lobata (Concombre sauvage, concombre grimpant)                                                                | Amérique du Nord | Europe continentale et tempérée | - Croissance très rapide permettant de couvrir de grandes surfaces - Compétition avec les espèces indigènes | | - La plante contient des substances toxiques (cucurbitacines) |
|                    | Euphorbia esula (Euphorbe ésule ou Euphorbe âcre)                                                                          | Europe, régions tempérées d'Asie                                                                                                   | États-Unis | - Compétition avec les espèces indigènes pour la lumière - Compétition pour l'eau et les nutriments par le système racinaire | - Peut occasionner des problèmes digestifs chez le bétail | - Irritations cutanées lors de contact avec la sève laiteuse - Risque de cécité si la sève est appliquée sur les yeux |
|                    | Fallopia japonica, (Renouée du Japon)                                                                                      | Est de l'Asie, Chine, Japon, Corée, Taïwan, île de Sakhaline                                                                       | Europe, États-Unis, Canada, Australie, Russie | - Compétition avec la végétation indigène - Formation de couverts denses - Réduction de la lumière - Effets allélopathiques - Modification de l'hydrologie et du sol - Impacts sur d'autres niveaux trophiques (invertébrés, amphibiens, oiseaux, mammifères) | - Les rhizomes endommagent les chemins, les routes, les voies de chemin de fer et les berges (risques d'érosion)                                                                                      | |
|                    | Fallopia sachalinensis, (Renouée de Sakhaline)                                                                             | Est de l'Asie, Chine, Japon, Corée, Taïwan, île de Sakhaline                                                                       | Europe, États-Unis, Canada, Australie, Russie | - Compétition avec la végétation indigène - Formation de couverts denses - Réduction de la lumière - Effets allélopathiques - Modification de l'hydrologie et du sol - Impacts sur d'autres niveaux trophiques (invertébrés, amphibiens, oiseaux, mammifères) | - Les rhizomes endommagent les chemins, les routes, les voies de chemin de fer et les berges (risques d'érosion)                                                                                      | |
|                    | Hedychium gardnerianum, (Longose)                                                                                          | Asie (Inde, Bhoutan, Népal) | Macaronésie, Micronésie, îles Cook, Polynésie française, Hawaï, Nouvelle Zélande, La Réunion, Afrique du Sud et Jamaïque                            | - Formation de couverts denses - Inhibition de la croissance des jeunes pousses végétales indigènes - Altération des habitats - Impacts sur la régénération des forêts - Étouffement des écosystèmes fluviaux et de la flore du sol forestier | | |
|                    | Heracleum mantegazzianum, (Berce du Caucase, Berce des prés, Berce géante ou Berce de Mantegazzi)                          | Ouest du Grand Caucase | Europe (régions tempérées centrales et septentrionales), Amérique du Nord                                                                           | - Formation de couverts denses réduisant la diversité | - Pas clairement défini, mais les impacts sur la santé diminuent la valeur récréative des terrains touchés                                                                                            | - Phototoxique (la sève contient des furanocoumarines photosensibilisantes qui, au contact de la peau humaine et combinées aux rayonnements UV, peuvent provoquer des brûlures de la peau). Le danger pour la santé humaine complique les efforts d'éradication |
|                    | Heracleum persicum (Berce de Perse)                                                                                        | Perse | Europe | - Formation de couverts denses réduisant la diversité - Hybridation avec Heracleum sphondylium qui menace l'espèce indigène en Europe | - Pas clairement défini, mais les impacts sur la santé diminuent la valeur récréative des terrains touchés                                                                                            | - Phototoxique (la sève contient des furanocoumarines photosensibilisantes qui, au contact de la peau humaine et combinées aux rayonnements UV, peuvent provoquer des brûlures de la peau). Le danger pour la santé humaine complique les efforts d'éradication |
|                    | Hiptage benghalensis (Liane papillon, Liane cythère, Liane de cerf, Liane du Bengale ou Liane fleur d'orange)              | Asie | Hawaï, La Réunion, île Maurice, Australie, États-Unis                                                                                               | - Liane envahissante responsable de la formation de fourrés denses et de l'étouffement de la végétation indigène et des arbres sur lesquels elle prend appui | | |
|                    | Impatiens glandulifera, (Balsamine de l'Himalaya)                                                                          | Asie centrale, région de l'Himalaya                                                                                                | Europe, États-Unis, Canada, Asie | - Invasion - Réduction de la diversité - Compétition pour les pollinisateurs | - Problèmes d'érosion provoquée par le système racinaire | |
|                    | Imperata cylindrica (Impérata cylindrique, Paille de dys ou Paillote)                                                      | Sud-est de l'Asie, Est de l'Afrique, Australie, îles du Pacifique                                                                  | Afrique, Océanie, Asie, Europe (Méditerranée), Sud des États-Unis                                                                                   | - Capacité de compétition très élevée (déplacement d'espèces végétales et animales) - Modification considérable de la structure et de la fonction des communautés envahies - Augmentation de l'intensité et de la fréquence des feux et régénération rapide par les rhizomes après un incendie | - Impacts importants sur les cultures (réduction des rendements, réduction de la valeur marchande des tubercules et racines endommagés) - Augmentation des risques d'incendies - Dégradation des sols | |
|                    | Lantana camara (Lantanier)                                                                                                 | Amérique centrale et Amérique du Sud                                                                                               | Afrique, Asie | - Formation de couverts denses réduisant la diversité - Modification des régimes naturels de feux - Effets allélopathiques - Modification de l'hydrologie | - Impacts sur l'agriculture (réduction de la production, récoltes rendues plus difficiles) - Pertes des pâturages - Empoisonnement du bétail (présence de triterpénoides)                             | - Hébergement de parasites (moustiques vecteurs du paludisme en Inde et mouche tsé-tsé au Rwanda, en Tanzanie, en Ouganda et au Kenya) |
|                    | Leucaena leucocephala (Faux mimosa, Faux acacia ou Graines de lin)                                                         | Mexique et Amérique centrale | Plus de 20 pays à travers tous les continents (excepté l'Europe et l'Antarctique)                                                                   | - Compétition avec la végétation indigène - Formation de couverts denses | | |
|                    | Ligustrum robustum (Troène robuste)                                                                                        | Sri Lanka | Île Maurice, La Réunion | - Compétition avec la végétation indigène pour les nutriments, la lumière et l'espace - Modification du cycle de l'eau - Altération des habitats de certaines espèces d'oiseaux - Interaction bénéfique avec des espèces d'oiseaux envahissantes | | |
|                    | Lythrum salicaria (Salicaire commune)                                                                                      | Europe, Afrique du Nord et Méditerranée                                                                                            | Australie, Canada, Éthiopie, Nouvelle Zélande, Afrique du Sud, États-Unis                                                                           | - Formation de peuplements homogènes denses - Altération des habitats de la faune - Altération des zones humides - Modifications des taux de décomposition biologique et du cycle de l'eau | - Diminution de la valeur récréative et esthétique des zones humides et des cours d'eau | |
|                    | Melaleuca quinquenervia (Niaouli)                                                                                          | Australie, Indonésie, Nouvelle-Calédonie                                                                                           | Asie, Amérique centrale, Amérique du Sud, Amérique du Nord                                                                                          | - Compétition et déplacement d'espèces indigènes - Réduction de la biodiversité - Altération du sol - Altération de l'hydrologie - Modification du régime naturel des feux - Effets allélopathiques | - Impacts sur l'agriculture et le tourisme | |
|                    | Miconia calvescens (Cancer vert)                                                                                           | Amérique centrale et Amérique du Sud                                                                                               | Hawaï, îles de la Société, îles Marquises, Nouvelle-Calédonie, Polynésie française, Sri Lanka, Australie                                            | - Compétition agressive et déplacement d'espèces indigènes - Augmentation de l'érosion des sols par réduction du couvert forestier - Modification de l'hydrologie - Menace importante pour les espèces en voie de disparition | - Réduction de la production agricole - Diminution de la fertilité des sols - Érosion - Diminution de la recharge des aquifères                                                                       | |
|                    | Mikania micrantha (Liane américaine)                                                                                       | Amérique centrale et Amérique du Sud                                                                                               | Inde, Bangladesh, Sri Lanka, île Maurice, Thaïlande, Philippines, Malaisie, Indonésie                                                               | - Compétition pour la lumière, les nutriments et l'eau - Effets allélopathiques - Étouffement des végétaux sur lesquels cette liane prend appui | - Impacts sur les plantations (étouffement des plantes et récoltes rendues plus difficiles) | |
|                    | Mimosa pigra (Amourette)                                                                                                   | Amérique centrale et Amérique du Sud                                                                                               | Afrique, Asie, îles du Pacifique, Australie | - Formation de couverts monospécifiques abritant une diversité réduite - Modification de l'hydrologie | - Réduction du débit d'eau par étouffement dans les canaux d'irrigation et les rivières - Réduction de la superficie des aires de pâturage - Diminution de la visibilité sur les routes               | |
|                    | Morella faya | Açores, île de Madère, îles Canaries                                                                                               | États-Unis, Hawaï, Australie, Nouvelle Zélande | - Formation de peuplements denses - Modification des nutriments | | |
|                    | Opuntia ficus-indica (Figuier de Barbarie)                                                                                 | Amérique centrale et Amérique du Sud (du Mexique à la Colombie)                                                                    | Régions méditerranéennes, Macaronésie, Australie, Sud de l'Afrique, États-Unis, La Caraïbe, Asie, Seychelles et Hawaï                               | - Compétition avec les espèces indigènes | | - Blessures causées par les variétés épineuses |
|                    | Opuntia stricta | Amérique du Nord, Amérique centrale, Amérique du Sud, Bermudes                                                                     | Nouvelle-Calédonie, îles Salomon, Australie, Afrique                                                                                                | - Compétition avec certaines espèces indigènes | | |
|                    | Oxalis pes-caprae (Oxalis des Bermudes ou Oxalis pied de chèvre)                                                           | Afrique du Sud | Régions méditerranéennes (Sud de l'Europe et Sud-Ouest de l'Asie), Nord de l'Afrique, Pakistan, Inde, États-Unis                                    | - Compétition possible avec des espèces indigènes | - Toxicité pour le bétail (présence importante d'oxalates) - Réduction de la production agricole | |
|                    | Paspalum distichum (Paspale à 2 épis, Digitaire des marais)                                                                | Afrique tropicale, Amérique | Europe, Australie, Nouvelle Zélande | - Compétition avec certaines espèces indigènes - Recouvrement de grandes surfaces | - Nuisible dans les rizières - Obstruction des canaux d'irrigation | |
|                    | Phragmites australis (Phragmite commun, Roseau commun, Roseau à balais)                                                    | Eurasie | Amérique du Nord | - Perte de biodiversité - Appauvrissement des écosystèmes - Assèchement des milieux humides - Obstruction à la navigation - Uniformisation des paysages colonisés - Diminution possible des rendements en agriculture - Augmentation importante des risques d'incendies - Modification de l'hydrologie et du sol - Formation de couverts denses - Étouffement de la végétation (arbres et nouveaux plants) | - Augmentation des risques d'incendie - Impact sur le drainage | |
|                    | Pinus pinaster (Pin maritime)                                                                                              | Méditerranée | Australie, Nouvelle Zélande, La Réunion, Afrique du Sud, Uruguay, Chili                                                                             | - Formation de couverts denses - Compétition - Changement des régimes de feux - Modifications des propriétés hydrologiques - Altération des habitats | | |
|                    | Populus alba (Peuplier blanc)                                                                                              | Europe centrale et méridionale, Asie occidentale et centrale                                                                       | Amérique du Nord | - Formation de peuplements denses - Compétition avec les espèces indigènes | | |
|                    | Prosopis glandulosa (Mesquite)                                                                                             | Sud-ouest des États-Unis et Mexique                                                                                                | Arabie Saoudite, Birmanie, Inde, Pakistan, Puerto Rico, Sud de l'Afrique et Australie                                                               | - Perte complète de la couverture d'herbacées - Compétition - Érosion aggravée par effets allélopathiques sur la litière et le sol | | |
|                    | Prunus serotina, (Cerisier d'automne, Cerisier noir ou Cerisier tardif)                                                    | Nord-ouest de l'Amérique, Amérique centrale                                                                                        | Régions continentales et tempérées d'Europe | - Compétition pour les ressources avec les espèces indigènes - Modification de la qualité de l'humus | - Altération de la régénération des forêts | - Toxicité des graines et de l'écorce (présence de glycosides cyanogènes) |
|                    | Psidium cattleianum (Goyave de Chine, Gouyavier ou Gargoulette)                                                            | Brésil | États-Unis (Floride et Hawaï), Polynésie, Seychelles, Australie, île Norfolk, La Réunion, île Maurice                                               | - Compétition pour la lumière et les nutriments du sol - Altération des habitats - Formation de couverts monospécifiques | | |
|                    | Pueraria montana var. lobata, (Nepalem, Vigne japonaise)                                                                   | Chine, Corée, Japon, Malaisie, Inde, Philippines, Océanie                                                                          | Sud des États-Unis et envahissante mineure en Italie et en Suisse                                                                                   | - Formation d'étendues monospécifiques à grande échelle - Étouffement de la végétation (arbres et nouveaux plants) - Compétition importante (particulièrement pour la lumière) - Changements importants des écosystèmes affectés - Modifications du régime des nutriments (cycle de l'azote) | - Impacts sur les plantations et l'exploitation forestière - Représente un réservoir pour la rouille du soja                                                                                          | |
|                    | Reynoutria ×bohemica, (Renouée de Bohême)                                                                                  | Asie | Europe, Canada | - Compétition avec la végétation indigène - Formation de couverts denses - Réduction de la lumière - Effets allélopathiques - Modification de l'hydrologie et du sol - Impacts sur d'autres niveaux trophiques (invertébrés, amphibiens, oiseaux, mammifères) | - Les rhizomes endommagent les chemins, les routes, les voies de chemin de fer et les berges (risques d'érosion)                                                                                      | |
|                    | Rhododendron ponticum, (Rhododendron pontique, Rhododendron des parcs ou Rhododendron de la mer Noire)                     | R. ponticum ssp. Baeticum: Sud-ouest de l'Espagne et sud du Portugal, R. ponticum ssp. Ponticum: Caucase, Liban, Turquie, Bulgarie | Grande-Bretagne, Irlande, Belgique, France, Pays-Bas                                                                                                | - Compétition importante pour la lumière (les plantes indigènes se situant au-dessous du niveau de la canopée des Rhododendrons ne survivent pas et ne peuvent plus s'établir à nouveau) | - Impacts sur l'exploitation forestière | - Il semblerait que le miel de Rhododendron soit toxique, provoquant des problèmes intestinaux et cardiaques rarement mortels. La sévérité des symptômes dépendrait de la quantité de miel contaminé consommée                                                  |
|                    | Robinia pseudoacacia (Robinier faux-acacia, Robinier ou Faux acacia)                                                       | États-Unis | Asie, Afrique, Australie, Nouvelle-Zélande, Canada                                                                                                  | - Formation de denses îlots étendus avec peu de végétation au sol - Compétition avec les espèces indigènes pour les pollinisateurs et pour l'utilisation d'azote | - Les épaisses racines proches de la surface du sol endommagent les trottoirs et gênent les tontes | - La robinine présente dans les fleurs et les graines est toxique et peut provoquer des gastro-entérites |
|                    | Rosa rugosa, (Rosier rugueux ou Rosier du Japon)                                                                           | Est de l'Asie (île Sakhaline, Hokkaidō, îles Kouriles et les côtes asiatiques depuis le Kamtchatka jusqu'au Nord-est de la Chine)  | Envahissante localement en Europe centrale et de l'est, sur les côtes de la Mer Baltique, de la Mer du Nord et sur les côtes Atlantique européennes | - Formation d'étendues monospécifiques - Compétition pour la lumière et réduction de la biodiversité | - Formation de fourrés épineux impénétrables | |
|                    | Rubus ellipticus (Piquant lou-lou)                                                                                         | Asie (Indie, Sri Lanka, Myanmar, Chine et les Philippines)                                                                         | États-Unis, Hawaï, Royaume-Uni | - Formation de fourrés denses - Impacts sur les espèces végétales natives et sur l'écosystème affecté | | |
|                    | Schinus terebinthifolius (Faux-poivrier ou Poivre rose)                                                                    | Nord-est de l'Argentine, Paraguay, Brésil                                                                                          | États-Unis (principalement Floride), Australie, les Bahamas, Cuba, Île Maurice, Malte                                                               | - Compétition pour la lumière (envahissement de la canopée) - Réduction des communautés végétales indigènes - Effets allélopathiques - Altération des habitats - Impacts sur les sites de nidification - Modification du régime des feux | | - Provoque des réactions allergiques cutanées au contact et des problèmes respiratoires associés aux fruits écrasés (les atteintes respiratoires seraient probablement dus à la forte concentration de composés monoterpènes volatils)                          |
|                    | Spartina anglica, (Spartine anglaise)                                                                                      | Hybride développé en Grande-Bretagne                                                                                               | Danemark, Allemagne, Irlande, France, Pays-Bas, Russie, Amérique du Nord, Sud de l'Afrique, Nouvelle-Zélande, Chine                                 | - Remplacement et exclusion de la flore indigène, tels que les espèces Salicornia et Zostera, et de l'endofaune benthique (invertébrés et poissons principalement), avec des conséquences pour certains oiseaux sauvages et échassiers | - Impacts importants sur les élevage d'huîtres (accumulation de sédiments et modifications de la circulation des eaux) - Effets négatifs sur les activités récréatives et touristiques                | |
|                    | Spathodea campanulata (Tulipier du Gabon)                                                                                  | Ouest de l'Afrique | Océanie (îles du Pacifique et Australie) | - Invasions des écosystèmes naturels - Étouffement des espèces végétales indigènes | - Impacts sur les aires agricoles et les exploitations forestières | |
|                    | Sphagneticola trilobata (Herbe soleil ou Patte à canard)                                                                   | Amérique centrale | Océanie (îles du Pacifique et Australie), Europe de l'Ouest                                                                                         | - Formations d'une couverture dense sur le sol empêchant la croissance et la régénération d'autres espèces végétales - Compétition pour la lumière, l'eau et les nutriments | - Impacts sur l'agriculture et les plantations | |
|                    | Tamarix ramosissima (Tamarix d'été)                                                                                        | Caucase, Asie tempérée et Asie tropicale, Chine, Russie, Europe de l'Est                                                           | Sud de l'Afrique, Amérique du Nord, Australie | - Altération des habitats (capacité d'utiliser les eaux souterraines salines en excrétant les sels ce qui provoque une augmentation de la salinité des sols de surface) - Modification de l'hydrologie (surface foliaire par unité de surface au sol très grande entraînant une utilisation plus importante d'eau) - Modification du régime des feux - Déplacement des espèces indigènes                   | | |
|                    | Ulex europaeus, (Ajonc, Ajonc d'Europe, Bois jonc ou Vigneau)                                                              | Côtes de l'Ouest de l'Europe, du Royaume-Uni et de l'Italie                                                                        | Amérique du Sud, Amérique centrale, Amérique du Nord, Asie, Afrique, Indonésie, Australie                                                           | - Compétition importante - Déplacements des espèces indigènes - Altérations du sol par acidification et fixation de l'azote (le sol entre les plantes d'Ajonc se retrouve souvent nu et les risques d'érosions sont accrus) - Augmentation importante des risques d'incendies et de leur intensité (graines et feuillages huileux et inflammables)                                                         | - Impacts sur l'exploitation forestière et agricole - Impacts sur la valeur esthétique et récréative des sites affectés                                                                               | |

### Plantes aquatiques
| Plantes aquatiques |                                                                | | | | | |
| Image              | Espèce                                                         | Origine | Zones où l'espèce est considérée comme envahissante                                                                    | Impacts sur la biodiversité | Problèmes économiques (en plus des coûts nécessaires à l'éradication) | Impacts sur la santé |
|                    | Bonnemaisonia hamifera                                         | Nord-ouest du Pacifique (Japon) | Îles Britanniques, Islande, côtes européennes depuis la Norvège jusqu'aux îles Canaries, mers Baltique et Méditerranée | - Représente l'algue dominante dans certaines régions en concurrence avec d'autres algues et plantes aquatiques indigènes | | |
|                    | Caulerpa racemosa (Caulerpe raisin)                            | Côtes Sud-ouest de l'Australie | Côtes méditerranéennes                                                                                                 | - Formation d'une couverture végétale totale dans certaines zones - Croissance rapide des stolons qui lui permet d'envahir d'autres macroalgues - Changement radical dans la composition du phytobenthos qui entraîne une modification du macrobenthos : une prolifération des polychètes, des bivalves et des échinodermes et une réduction du nombre de gastéropodes et de crustacés           | - Impacts sur la pêche par l'obstruction des filets de pêche par les algues déracinées | |
|                    | Caulerpa taxifolia,                                            | Côtes de la Caraïbe, du Golfe de Guinée, de la mer Rouge, de l'Afrique de l'Est, du Nord de l'Océan Indien, du Japon et de l'Australie | Côtes de la Méditerranée, de la mer Adriatique et de l'Ouest des États-Unis                                            | - Compétition pour la lumière et les nutriments - Étouffement des autres espèces d'algues, des herbiers marins et des communautés d'invertébrés sessiles - Effets allélopathiques et toxiques par l'endotoxine caulerpenyne qui protège l'algue contre les herbivores (mollusques, oursins, poissons herbivores) - Propagation en grandes étendues monospécifiques qui réduisent la biodiversité | - L'élimination des habitats pour les poissons et l'obstruction des filets et des hélices de bateau par cette algue entraînent une réduction de la capture de poisson dans les activités de pêche | - Les poissons qui sont capables de manger C. Taxifolia, tels que la saupe méditerranéenne (Sarpa salpa), accumulent des toxines dans leur chair qui les rendent impropres à la consommation humaine |
|                    | Codium fragile                                                 | Japon | Océan Atlantique, Océan Pacifique, mer Méditerranée                                                                    | - Altération des communautés et des habitats benthique - Les frondes denses entravent les mouvements des grands invertébrés et des poissons et provoquent une augmentation de la sédimentation | - Impacts sur la pêche par l'étouffement des mollusques et des crustacés - Obstruction des filets de pêche - Encrassement des infrastructures portuaires | - Nuisances lors de la putréfaction des algues rejetées sur les côtes |
|                    | Eichhornia crassipes (Jacinthe d'eau ou Calamote)              | Bassin amazonien | Répandue dans plus de 50 pays sur les cinq continents                                                                  | - Formation de tapis denses monospécifiques flottant sur des étendues aquatiques - Compétition pour la lumière - Diminution des taux d'oxygène dissous - Modification importante des communautés végétales et animales - Dégradation importante des habitats - Réduction des populations de poissons - Augmentation des dépôts de sédiments                                                      | - Obstruction des canaux d'irrigation - Recouvrement des rizières - Obstacle à la navigation et aux déplacements des populations - Impacts importants sur la pêche - Impacts importants sur l'immobilier, le tourisme et les projets hydroélectriques - Augmentation des risques d'inondation - Dégradations des berges | - Augmentation des cas de maladies à transmission vectorielle en favorisant la reproduction de moustiques                                                                                            |
|                    | Elodea canadensis (Élodée du Canada ou Peste des eaux)         | Amérique du Nord | Europe du Nord et Europe centrale                                                                                      | - Compétition pour les nutriments et l'espace - Modification des habitats en réduisant le mouvement des eaux | - Atteintes à la navigation, à la pêche et aux activités récréatives - Obstruction des conduits d'approvisionnement en eau de centrales électriques et autres industries | |
|                    | Halophila stipulacea                                           | Océan Indien | Méditerranée | - Compétitions avec les herbiers marins indigènes - Modifications des communautés sublittorales | | |
|                    | Hydrocharis morsus-ranae (Hydrocharide grenouillette)          | Europe | Amérique du Nord | - Compétition avec les espèces indigènes - Compétition pour la lumière et pour les nutriments | - Obstacle à la navigation | - Nuisances lors de la putréfaction |
|                    | Ludwigia grandiflora (Jussie à grandes fleurs)                 | Brésil | France | - Diminution des taux d'oxygène dissous - Modification importante des communautés végétales et animales - Dégradation importante des habitats | - Obstruction des canaux d'irrigation - Recouvrement des rizières - Obstacle à la navigation et aux déplacements des populations - Impacts importants sur la pêche - Impacts importants sur l'immobilier, le tourisme et les projets hydroélectriques - Augmentation des risques d'inondation                           | |
|                    | Myriophyllum spicatum (Myriophylle en épi)                     | Europe, Asie, Afrique du Nord | Amérique du Nord | - Compétition avec les espèces indigènes - Compétition pour la lumière et pour les nutriments | - Obstacle à la navigation | |
|                    | Pistia stratiotes (laitue d’eau, salade d’eau, chou aquatique) | | Europe | | | |
|                    | Undaria pinnatifida                                            | Japon, Chine et Corée | Australie, Nouvelle-Zélande, Tasmanie, mer Méditerranée, Nord de l'Atlantique                                          | - Modification de la structure des écosystèmes | - Impacts sur les élevages de moules et les élevages de saumons - Encrassements des cages, des bateaux et des machines | |

## Animaux

### Plathelminthes
| Règne : Animalia |                      |                 |                                                                                                | |                                                                       |                      |
| Image            | Espèce               | Origine         | Zones où l'espèce est considérée comme envahissante                                            | Impacts sur la biodiversité | Problèmes économiques (en plus des coûts nécessaires à l'éradication) | Impacts sur la santé |
|                  | Platydemus manokwari | Nouvelle-Guinée | Zone Pacifique mais détecté en France pour la première fois en 2014 et aux États-Unis en 2015. | Plathelminthe terrestre envahissant carnivore responsable de la disparition plusieurs espèces de gastéropodes terrestres entrainant une modification des écosystèmes |                                                                       |                      |

### Mollusques
| Règne : Animalia, Sous-règne : Eumetazoa, Embranchement : Mollusca |                                                                          | | | | | |
| Image                                                              | Espèce                                                                   | Origine                                                                                                   | Zones où l'espèce est considérée comme envahissante                                                      | Impacts sur la biodiversité | Problèmes économiques (en plus des coûts nécessaires à l'éradication)                                                                                       | Impacts sur la santé |
|                                                                    | Achatina fulica (Escargot géant d'Afrique, Achatine ou Achatine foulque) | Est de l'Afrique (Éthiopie, Kenya, Tanzanie)                                                              | Amérique du Nord, Amérique du Sud, Nord de l'Afrique, Japon, Asie du Sud-est, La Réunion                 | - Compétition avec d'autres gastéropodes - Consommation importante de végétaux - Transmission de pathogènes (dissémination de spores de Phytophthora palmivora, un parasite qui infecte certaines espèces végétales) - Altération des propriétés chimiques du sol par les carbonates de calcium qui constituent la coquille | - Impacts importants sur l'agriculture de par la consommation de végétaux et la transmission de parasites dans certaines plantations                        | - Peut jouer un rôle dans la transmission des agents pathogènes metastrongylus (Angiostrongylus cantonensis) responsables de la méningoencéphalite à éosinophiles chez l'homme |
|                                                                    | Arion vulgaris                                                           | Sud-ouest de l'Europe                                                                                     | Europe centrale, Europe du Nord et États-Unis                                                            | - Importante défoliatrice de plantes - Compétition - Hybridation avec les espèces indigènes | - Graves dommages aux plantes horticoles dans les jardins privés et publics et dans l'agriculture - Transmission d'agents pathogènes végétaux               | - Représente un hôte intermédiaire de nématodes parasites d'animaux domestiques                                                                                                |
|                                                                    | Brachidontes pharaonis                                                   | Océan Indien, mer Rouge                                                                                   | Méditerranée                                                                                             | - Déplacement local des moules indigènes (impacts négatifs sur leur croissance et sur leur survie) | | |
|                                                                    | Corbicula fluminea (Corbicule)                                           | Sud et Est de l'Asie, Afrique, Australie                                                                  | Amérique du Nord, Amérique du Sud, Europe                                                                | - Compétition avec les autres bivalves filtreurs (unionidae) et avec les escargots se nourrissant de matières organiques dans les sédiments | - Réduction des flux de drainage dans les zones à faible débit - Obstruction de la tuyauterie des centrales électriques                                     | |
|                                                                    | Crassostrea gigas (Huître japonaise)                                     | Nord-ouest du Pacifique                                                                                   | Côte atlantique de l'Europe, Méditerranée, mer Noire                                                     | - Compétition avec les espèces indigènes pour les nutriments et l'espace - Transmissions de maladies et de parasites - Possible hybridation avec Crassostrea virginica | | |
|                                                                    | Crepidula fornicata (Crépidule ou Berlingot de mer)                      | Amérique du Nord (depuis l'estuaire du Saint-Laurent jusqu'au Nord du Mexique)                            | Côte pacifique nord-américaine, Europe du Nord, Sud de la France, Sicile, Uruguay                        | - Compétition trophique - Modification des dépôts de sédiments qui a pour effet de réduire la diversité des végétaux | - Réduction de la croissance et de la survie de certains bivalves et certains poissons destinés au commerce - Encrassement des structures portuaires        | |
|                                                                    | Dreissena polymorpha, (Moule zébrée)                                     | Mer Noire, mer Caspienne, mer d'Aral, mer d'Azov                                                          | Régions côtières et milieux aquatiques continentaux : Nord-ouest de la Russie, Europe, Amérique du Nord  | - Altération des écosystèmes et des habitats (la capacité des moules zébrées à filtrer de grandes quantités d'eau provoque des variations dans les communautés de phytoplancton et de certains poissons) - Prédation importante du plancton - Modification de la sédimentation des matières organiques (influe sur la densité et la diversité d'invertébrés macrobenthiques) - Bioaccumulation de polluants qui peuvent empoisonner les organismes situés plus haut dans la chaîne alimentaire | - Encrassement des conduits d'admission, des coques de navires, des infrastructures portuaires et des cages d'aquaculture - Réduction des captures de pêche | |
|                                                                    | Ensis americanus (=E. directus) (Couteau américain)                      | Côte atlantique nord-américaine                                                                           | Europe (principalement mer du Nord)                                                                      | - Modification de la structure des communautés de faunes benthiques - Compétition pour l'espace et la nourriture - Impacts sur la structure des sédiments - Variation de la densité et de l'abondance des polychètes | - Dommages aux filets de pêche | - Les coquilles pointues peuvent provoquer, sur les pieds des baigneurs, des coupures profondes qui sont susceptibles de s'infecter                                            |
|                                                                    | Euglandina rosea (Euglandine ou Escargot carnivore de Floride)           | Côte Sud-est des États-Unis (Texas, Louisiane, Mississippi, Alabama, Géorgie, Caroline du sud et Floride) | Îles du Pacifique et de l'Océan Indien, Inde, Taiwan, Japon, Caraïbe                                     | - Activité prédatrice importante sur les escargots indigènes (escargot carnivore) - Contribution à l'extinction de mollusques endémiques | - Impacts économiques sur les communautés locales qui utilisent les coquilles des escargots indigènes pour la fabrication de bijoux                         | - Représente un hôte et un intermédiaire de Angiostrongylus cantonensis |
|                                                                    | Musculista senhousia                                                     | Ouest du Pacifique, Sibérie, îles Kouriles, Japon, Corée, Chine                                           | Europe (côtes méditerranéennes et atlantiques), côtes pacifique américaines, Nouvelle-Zélande, Australie | - Modification des communautés (provoque une augmentation de l'abondance d'amphipodes détritivore et de vers polychètes et une réduction des organismes filtreurs (qui se nourrissent de particules en suspension)) | - Étouffement et disparition des bivalves économiquement importants, comme la palourde japonaise (Ruditapes philippinarum)                                  | |
|                                                                    | Mytilus galloprovincialis                                                | Mer Méditerranée, mer Adriatique, mer Noire                                                               | Sud de l'Afrique, régions est et ouest de l'Amérique du Nord, Hawaii, Nord-est de l'Asie                 | - Compétition - Remplacement des espèces indigènes (taux de reproduction élevé) - Modification des communautés - Augmentation de l'abondance des espèces pour lesquelles M. galloprovincialis représente une source de nourriture | - Encrassement des systèmes industriels de refroidissement des eaux                                                                                         | |
|                                                                    | Pinctada radiata                                                         | Bassin indo-pacifique                                                                                     | Méditerranée                                                                                             | - Altération des habitats - Impacts sur la faune indigène par la formation de bancs d'huîtres (bivalve grégaire) | - Encrassement des moules et des huîtres commerciales | |
|                                                                    | Pomacea canaliculata                                                     | Régions tempérées d'Argentine (proche du bassin amazonien)                                                | Sud de l'Asie, États-Unis, République dominicaine                                                        | - Impacts sur les zones humides - Destruction de la végétation aquatique indigène conduisant à une modification grave des habitats - Interactions compétitives avec la faune aquatique indigène, y compris les escargots indigènes | - Ravage et destruction des rizières | |
|                                                                    | Potamocorbula amurensis (Palourde asiatique)                             | Japon, Chine, Corée                                                                                       | États-Unis (baie de San Francisco)                                                                       | - Forte capacité de prédation du phytoplancton et du zooplancton qui se traduit par une altération de la structure des communautés benthiques (réduction de la biomasse du plancton et des populations d'espèces vivant dans les sédiments) | - Impacts sur la pêche | |
|                                                                    | Rapana venosa                                                            | Mer du Japon, mer Jaune, mer de Bohai, mer de Chine orientale                                             | Mer Noire, mer d'Azov, mer de Marmara, mer Égée, mer Adratique, mer Tyrrhénienne                         | - Établissement à haute densité dans les régions où les cultures d'huîtres sont présentes - Compétition avec certaines espèces | - Prédation et baisse de la population des mollusques commerciaux Mytilus galloprovincialis                                                                 | |
|                                                                    | Teredo navalis                                                           | La région d'origine n'est pas claire (espèce cryptogénique)                                               | Europe (côtes de la mer Noire et de la mer Baltique)                                                     | | - Dégâts sur les côtes, notamment sur les digues | |

### Arthropodes

#### Crustacés
| Règne : Animalia, Sous-règne : Eumetazoa, Embranchement : Arthropoda, Sous-embranchement : Crustacea |                                                                                     | | | | | |
| Image                                                                                                | Espèce                                                                              | Origine | Zones où l'espèce est considérée comme envahissante | Impacts sur la biodiversité | Problèmes économiques (en plus des coûts nécessaires à l'éradication) | Impacts sur la santé |
| | Balanus improvisus                                                                  | Atlantique (plus particulièrement côtes américaines) | Côtes atlantiques européennes, Baltique, mer Noire, côtes de l'Afrique, Japon, côtes Est de l'Australie, Nouvelle Zélande, côtes pacifiques des États-Unis, du Mexique, de la Colombie et du Pérou | - Compétition pour l'espace et la nourriture - Altération des habitats - Encrassement des moules bleues et des huîtres | - Encrassement des conduites de prise d'eau, des circuits de refroidissements, des constructions sous-marines et des coques des navires.                                                                                                   | - Les coquilles pointues peuvent causer des blessures |
| | Carcinus maenas (Crabe enragé ou Crabe vert)                                        | Côtes européennes occidentales, Maroc, Mauritanie | Argentine, Australie, Canada, Japon, Afrique du Sud, États-Unis | - Compétition pour la nourriture et l'espace - Prédateur vorace générant un impact important sur les espèces épibenthiques et benthiques, tels que les bivalves, les mollusques et les crustacés (les crabes verts sont connus pour être des prédateurs d'au moins 158 genres et ont été largement décrits comme responsable de la diminution de la diversité et de la biomasse des communautés estuariennes) | - Effets négatifs significatifs sur la pêche et l'aquaculture (l'effondrement de l'industrie de la mye, tant en Nouvelle-Angleterre qu'en Nouvelle-Écosse, a été attribué à cette espèce)                                                  | |
| | Cercopagis pengoi, (Cladocère hameçon)                                              | Sud de l'Europe, mer Caspienne, mer Noire, mer d'Azov et lacs côtiers de cette région                                                                              | Cours d'eau et lacs d'Europe de l'Est (Don et Dniepr, par exemple), mer Baltique, Grands Lacs d'Amérique du Nord (Grands Lacs laurentiens et Finger Lakes)                                         | - Prédateur de zooplancton pouvant affecter les communautés par prédation sélective - Compétition avec les espèces zooplanctonophages - Changements majeurs des niveaux trophiques supérieurs - Renforcement des proliférations d'algues | - Impacts négatifs en se fixant aux engins de pêche et aux filets - Impacts sur les stocks de poisson. | - Il semblerait que C. pengoi puisse causer des réactions allergiques chez les pêcheurs qui nettoient les filets |
| | Chelicorophium curvispinum                                                          | Bassin ponto-caspien | De nombreux cours d'eau navigables d'Europe centrales et de l'Ouest (dont en France Seine, oise, Moselle, Meuse, Rhin et le bassin de la Mer Baltique                                              | - Pullulation sur substrats durs, avec élimination d'autres espèces dont moule zébrée, envahissante également (mais filtreur) | | |
| | Dikerogammarus villosus (Crevette tueuse ou Gammare du Danube)                      | Bassin ponto-caspien | Presque toutes les grandes rivières d'Europe de l'Ouest (Rhône, Loire, Seine, Moselle, Meuse, Rhin, Main, Danube) et le bassin de la mer Baltique                                                  | - Élimination locale d'autres espèces de gammares par la concurrence et la prédation - Pourrait se nourrir d’œufs de poissons et attaquer des petits poissons indigènes | | |
| | Eriocheir sinensis, (Crabe chinois)                                                 | Asie (régions tempérées et tropicales entre Vladivostok et le Sud de la Chine, incluant le Japon et Taïwan et particulièrement la mer Jaune)                       | Mers, lacs et cours d'eau en Europe et Amérique du Nord | - Exportation de la biomasse par la migration des crabes adultes des systèmes d'eau douce vers les estuaires - Réduction de la biodiversité par la consommation de plantes aquatiques, d'algues, de détritus, d’œufs de poisson et de macroinvertébrés - Compétition avec les espèces indigènes et en particulier avec les espèces rares ou menacées - Accroissement de l'érosion par la dégradation des berges et des digues - Bioaccumulation de contaminants organiques et inorganiques qui peuvent ensuite être transmis dans la chaîne alimentaire | - Nuisance importante pour les pêcheurs (consommation d'appâts et dommages aux engins de pêche) - Obstruction des prises d'eau et impacts sur les régimes d'irrigation causés par la migration des crabes                                  | - Des effets sur la santé humaine en Europe ne sont pas signalés, cependant, le crabe est le second hôte intermédiaire de la douve parasite du poumon pour l'homme (Paragonimus westermani) en Asie |
| | Faxonius limosus (Écrevisse américaine)                                             | Côte est des États-Unis | Allemagne | - Comportement agressif envers les petits poissons (vairons, épinoches, etc.) qu'elle peut dévorer. - Porteuse de la peste de l'écrevisse | - Augmentation du risque d'érosion suite à ses réseaux de galeries qu'elle creuse dans la terre | |
| | Marsupenaeus japonicus (Crevette impériale, Crevette japonaise, ou Crevette kuruma) | Indo-Pacifique : mer Rouge et depuis l'Afrique de l'Est jusqu'à Fidji                                                                                              | Mer Méditerranée | - Semble avoir supplanté la crevette pénéide indigène, Melicertus kerathurus, qui a presque disparu de son habitat | - Impacts positifs commerciaux majeurs, puisque cette crevette représente une espèce très prisée et constitue une grande part des captures de crevette au large de la côte méditerranéenne de l’Égypte et dans les lagunes du delta du Nil | |
| | Paralithodes camtschaticus (Crabe royal du Kamtchatka)                              | Mer d'Okhotsk et mer Rouge, mer de Béring et Nord du Pacifique | Norvège | - Prédation importante des espèces locales | - Dégâts sur les engins et les filets de pêche | |
| | Percnon gibbesi (Sally-pied-léger)                                                  | Côtes Ouest de l’Amérique (de la Californie au Chili), côtes Est de l’Amérique (de la Floride au Brésil), côtes Est de l'Atlantique (de Madère au golfe de Guinée) | Méditerranée | - Déplacement et exclusion de crabes indigènes dans certaines régions - Son habitat se superpose avec celui d'espèces indigènes | | |
| | Portunus pelagicus (Crabe bleu)                                                     | Océan Indo-Pacifique : de la mer Rouge à Tahiti | Méditerranée | - Compétition pour la nourriture avec la faune indigène | - Impacts commerciaux importants sur la pêche côtière dans le bassin Levantin | |
| | Procambarus clarkii (Écrevisse de Louisiane)                                        | Nord-Est du Mexique et centre et Sud des États-Unis | Certains états des États-Unis, Amérique central et Amérique du Sud, Est de l'Asie, Sud de l'Afrique, Europe centrale et orientale                                                                  | - Contribution au déclin de l'écrevisse indigène européenne (de la famille Astacidae) par compétition et en tant que vecteur du champignon Aphanomyces astaci responsable de la peste des écrevisses - Réduction de la valeur des écosystèmes d'eau douce par la consommation d'invertébrés et de macrophytes - Dégradation des berges | - Impacts sur les structures d'irrigation, telles que les réservoirs, les canaux ou les rizières, causés par les modifications de l'hydrologie du sol dues aux activités d'enfouissement                                                   | - Bioaccumulation de toxines et de métaux lourds produits par les cyanobactéries (comme Microcystis aeruginosa) qui peuvent être transférés à ses consommateurs, y compris les humains - Représente un hôte intermédiaire des trématodes du genre Paragonimus, qui sont des agents pathogènes potentiels de l'homme pouvant être transmis lorsque des écrevisses mal cuites sont consommées |

#### Insectes
| Règne : Animalia, Sous-règne : Eumetazoa, Embranchement : Arthropoda, Sous-embranchement : Hexapoda, Classe : Insecta |                                                                                               | | | | | |
| Image | Espèce                                                                                        | Origine | Zones où l'espèce est considérée comme envahissante | Impacts sur la biodiversité | Problèmes économiques (en plus des coûts nécessaires à l'éradication) | Impacts sur la santé |
| | Aedes albopictus, (Moustique-tigre)                                                           | Régions tropicales de l'Asie du Sud-Est, îles de l'Océan Pacifique et de l'Océan Indien (du Nord de la Chine et du Japon jusqu'à l'Ouest de Madagascar) | Représente une des espèces qui s'est répandue le plus rapidement ces dernières décennies. Actuellement elle s'est établie dans au moins 80 pays à travers la planète : en Amérique du Sud et du Nord, en Afrique, en Australie et en Europe (Albanie et Italie), et le changement climatique pourrait étendre les climats favorables à son implantation. | - Déplacement des espèces de moustiques indigènes (Culex pipiens) et d'autres espèces de moustiques envahissantes (Aedes aegypti) par compétition inter-spécifique entre les larves | - Coûts associés aux impacts sur la santé et au traitement des nuisances | - Cette espèce agressive diurne possède une gamme d'hôtes très large (humains, bétails, amphibiens, reptiles et oiseaux) et représente un vecteur potentiel d'au moins 3 Flavivirus, 6 Bunyavirus et un Alphavirus, incluant entre autres : les virus de la dengue, du chikungunya, de la fièvre de la Ross River, de la fièvre du Nil occidental, de l'encéphalite japonaise, le virus de l'encéphalite équine de l'Est, ainsi que la filariose à Dirofilaria |
| | Agrilus planipennis (Agrile du frêne)                                                         | Asie, Russie | Amérique du Nord | | | |
| | Anopheles quadrimaculatus                                                                     | Amérique du Nord | Du Sud du Canada jusqu'à la Floride, de l'ouest du Minnesota jusqu'au Mexique | | | - Représente le plus important vecteur du paludisme aux États-Unis, peut également transmettre le virus de Cache Valley et le virus du Nil occidental - Constitue un hôte pour la dirofilariose du chien |
| | Anoplolepis gracilipes (Fourmi folle jaune)                                                   | Zone d'habitat naturelle incertaine, probablement Afrique ou Asie                                                                                       | Afrique, Asie, Amérique du Sud (y-compris Brésil), Australie, îles de l'Océan indien et îles du Pacifique | - Dévastation des espèces indigènes, résultant en une altération rapide des processus des écosystèmes et des effets négatifs sur les espèces endémiques. - Le mutualisme entre la fourmi folle jaune et les espèces d'insectes nuisibles pour les plantes qui sécrètent du miellat peuvent provoquer des explosions de populations d'insectes entraînant le dépérissements d'espèces végétales et de la canopée | - Dommages importants sur les espèces végétales cultivées et les systèmes agricoles - Impacts sur la valeur esthétique de zones touristiques | - La pulvérisation d'acide formique peut causer des brûlures et des irritations sur la peau ou les yeux |
| | Anoplophora chinensis (Capricorne asiatique des agrumes)                                      | Est de l'Asie (Chine, Taïwan, Corée, Japon, Myanmar, Vietnam)                                                                                           | Amérique du Nord, France, Italie | - Impacts peu connus - Perturbation possible des écosystèmes des feuillus en tuant sélectivement certains arbres ou par compétition directe ou indirecte avec les insectes xylophages indigènes | - Représente l'un des cérambycidés les plus destructeurs de vergers, en particulier des agrumes - Les galeries larvaires endommagent et dégradent les exploitations forestières | |
| | Anoplophora glabripennis, (Longicorne asiatique)                                              | Est de l'Asie (Chine, Hong Kong, Corée, Japon) | Amérique du Nord et Europe (Autriche, France, Allemagne, Italie) | - Impacts peu connus - Perturbation possible des écosystèmes des feuillus en tuant sélectivement certains arbres (destruction du système vasculaire) ou par compétition directe ou indirecte avec les insectes xylophages indigènes | - Représente l'un des cérambycidés les plus destructeurs de forêts provoquant de lourds dégâts dans les peuplements des feuillus, y compris les peupleraies - Les galeries larvaires endommagent et dégradent les exploitations de bois                                                                                     | |
| | Aphis gossypii (Puceron du cotonnier ou Puceron du melon)                                     | Inconnue | Forêts tropicales et tempérées à travers la planète (excepté les régions septentrionales), présent en Afrique, Australie, Brésil, Mexique et Europe | - Impacts pas vraiment connus - Attraction de fourmis par relation symbiotique | - Dommages directs sur les plantes - Favorise le développement de la fumagine - Vecteur de maladie virale entraînant une diminution de la quantité et de la qualité de production de fruits et de légumes (courgette, melon, concombre, aubergine, fraise, agrumes et coton)                                                | |
| | Bemisia tabaci, (Aleurode du tabac)                                                           | Inconnue, mais probablement originaire d'Inde | Présent sur tous les continents, excepté l'Antarctique | - Impacts peu connus | - Dommages directs sur les cultures - Favorise le développement de la fumagine - Vecteur de plus d'une centaine de virus qui s'attaquent aux organismes végétaux (dont les Begomovirus) - Une petite population d'aleurodes est suffisante pour causer des dommages considérables (perte de rendement allant de 20 à 100 %) | |
| | Cameraria ohridella (Mineuse du marronnier ou Teigne minière du marronnier)                   | Inconnue | Europe (excepté les régions septentrionales, l'Ukraine et l'Ouest de la Russie) | - Impacts sérieux sur la régénération des arbres - Compétition avec les mineuses indigènes | - Impacts esthétiques qui soulèvent d'importantes préoccupations - Les coûts résultent principalement du traitement et du remplacement des marronniers gravement endommagés | |
| | Ceratitis capitata (Mouche à fruit, Mouche méditerranéenne des fruits ou Cératite)            | Afrique de l'Est (région tropicale) | Europe (principalement au Sud), Afrique, Moyen-Orient, Amérique centrale et du Sud, Australie | - Inconnus | - Insecte phytophage représentant probablement le plus important ravageur de fruits : provoque d'importants dégâts dans les cultures fruitières (en particulier les agrumes et les pêches) | |
| | Cinara cupressi (Puceron du cyprès, Puceron bronzé ou Aphidé du cyprès)                       | Région entre la Grèce orientale et le Sud de la Mer Caspienne                                                                                           | Afrique, Asie, Europe, Amérique du Nord et du Sud | - Succion importante de la sève affectant les conifères (peut provoquer la mort de l'arbre selon la gravité et la durée de l'infestation) | - Dommages sérieux sur les plantations commerciales et ornementale et les peuplements indigènes de Cupressus, Juniperus, Widdringtonia et d'autres Cupressaceae | |
| | Coptotermes formosanus (Termite de Formose)                                                   | Chine | Afrique, Asie, Australasie et Amérique du Nord | - Impacts sur les arbres vivants - Compétition agressive avec les espèces de termites indigènes | - Formation de grandes colonies qui créent des dégâts importants sur les bâtiments affectés | |
| | Diabrotica virgifera (Chrysomèle des racines du maïs)                                         | Probablement originaire des régions tropicales et subtropicales de la Mésoamérique (Mexique, Amérique Centrale)                                         | Amérique du Nord et Europe | - Inconnus | - Considéré aux États-Unis comme le plus nuisible des ravageurs du maïs (le coût des dégâts et des mesures de prévention chimique mises en place se chiffre à 1 milliard de dollars par an) - En Europe, les modèles de prévision prévoient un impact économique important                                                  | |
| | Frankliniella occidentalis (Thrips des petits fruits ou Thrips californien)                   | Amérique du Nord | Présent sur tous les continents, excepté l'Antarctique | - Inconnus | - Impacts sur les fleurs et le feuillage d'un grand nombre de cultures économiquement importantes en serres comme à l'extérieur - Réduction de la valeur économique des fleurs ornementales - Les nymphes sont des vecteurs des ilarvirus (virus de la striure du tabac (TSV)) et du virus TSWV                             | |
| | Harmonia axyridis (Coccinelle asiatique)                                                      | Asie centrale et orientale, Eurasie | Europe centrale, Europe du Nord et États-Unis | - Réduction de la biodiversité des autres insectes aphidiphages (par compétition pour les ressources, par prédation et par compétition directe intra-spécifique) | - Provoque une réduction de la qualité des fruits dans les cultures de vergers - Tend à essaimer dans les habitations domestiques | - Les coccinelles sont parfois traitées avec le raisin dans les processus de fabrication du vin affectant le goût et le bouquet du vin |
| | Leptinotarsa decemlineata (Doryphore de la pomme de terre)                                    | Mexique | Europe et Asie | - Inconnus | - Représente un important ravageur de la pomme de terre et d'autres solanacées (tomate, aubergine, tabac ou poivron). Les dommages peuvent considérablement réduire les rendements | |
| | Linepithema humile, (Fourmi d'Argentine)                                                      | Amérique du Sud (Argentine, Brésil, Paraguay, Uruguay)                                                                                                  | Répandue à travers la planète sur tous les continents (particulièrement dans les climats de type méditerranéen et dans certaines îles du Pacifique) | - Formation de super-colonies qui en réduisant les coûts associés à la territorialité, permettent des densités élevées d'individus et une dominance inter-spécifique dans les habitats envahis - Déplacement et parfois extinction d'espèces de fourmis indigènes - Compétition avec d'autres espèces d'arthropodes - Réduction de la capacité de dispersion des graines                                        | - Considérée comme une nuisance pour le tourisme à certains endroits sur la côte méditerranéenne | |
| | Liriomyza huidobrensis (Mouche mineuse de la pomme de terre ou Mouche mineuse sud-américaine) | Amérique du Sud | Amérique centrale, Asie, Afrique, Sud de l'Europe | - Inconnus | - Représente un ravageur important pour l'industrie de la floriculture et pour les cultures de légumes dont les feuilles sont vendues comme partie comestible (épinards, betteraves, laitue ou poireaux) | |
| | Lymantria dispar (Spongieuse ou Bombyx disparate)                                             | Sud de l'Europe, Afrique du Nord, Asie centrale et méridionale et Japon                                                                                 | Amérique du Nord | - Défoliation d'arbres et arbustes (la mortalité et le dépérissement des arbres sont généralement dépendants d'une conjugaison d'effets : présence d'autres xylophages ou de champignons pathogènes, sécheresse,…) - Réduction de la production de semences - Modification de la composition naturelle d'autres espèces animales (insectes, oiseaux)                                                            | - Impacts sur la production de bois - Coûts nécessaires pour l'enlèvement des arbres atteints - Perte de valeur d'agrément | - Allergies aux poils urticants (durant les éclosions, les chenilles sont si nombreuses qu'elles deviennent une nuisance importante) |
| | Pheidole megacephala (Fourmi à grosse tête)                                                   | Probablement Sud de l'Afrique | Répandue à travers toute la planète dans les zones tropicales et tempérées | - Menace sérieuse pour la biodiversité - Déplacement de la faune d'invertébrés indigènes (comportement très agressif) - Réduction des populations de vertébrés indigènes - Effets négatifs sur les végétaux et les cultures horticoles | - Facilite l'installation d'insectes phytophages qui réduisent les rendements des cultures - Consommation de graines et réduction de leur dispersion - Détérioration des installations d'irrigation, des câblages téléphoniques et des fils électriques                                                                     | |
| | Popillia japonica (Scarabée japonais)                                                         | Japon | Amérique du Nord, Europe | - Effets négatifs sur les végétaux et les cultures horticoles | | |
| | Solenopsis invicta (Fourmi de feu)                                                            | Amérique du Sud | Australasie, Amérique centrale, Amérique du Sud et îles du Pacifique | - Réduction de la biodiversité chez les invertébrés (des populations de fourmis indigènes peuvent être dévastées), les reptiles, les oiseaux et les petits mammifère par prédation, compétition et/ou agression - Impacts sur la dispersion de certaines plantes | - Dégâts sur les cultures - Nuisance sur les équipements (infestations d'équipements électriques) - Gêne des travailleurs par les piqures | - Espèce agressive qui peut piquer les humains et provoquer des réactions allergiques - Les espaces publics tels que les parcs et aires de loisirs peuvent devenir dangereux pour les enfants |
| | Spodoptera littoralis (Ver du cotonnier ou Noctuelle méditerranéenne)                         | Afrique tropicale et subtropicale | Afrique, Sud de l'Europe, Asie mineure | | - Représente l'un des lépidoptères ravageurs le plus destructeur au niveau agricole. Il s'attaque à des plantes appartenant à 44 familles différentes, y compris les graminées, les légumineuses, les crucifères et les arbres fruitiers à feuilles caduques                                                                | |
| | Toumeyella parvicornis (Cochenille-tortue du pin)                                             | Amérique du Nord | Europe | - Menace les populations de pin (notamment les pins parasols en Italie) | - AD | |
| | Trogoderma granarium (Trogoderma du grain ou Dermeste du grain)                               | Asie du Sud | Sud de l'Europe, Afrique, Asie, Australie, Amérique du Nord | - Pas d'effets directs sur l'environnement | - Impacts sur les réserves de nourriture - Destruction des stocks de grains par les larves. Des restrictions de quarantaine sont imposées aux produits importés en provenance des pays où le ravageur est signalé | - Peut causer des dermatites et/ou des réactions allergiques |
| | Vespa mandarinia, (Frelon géant asiatique)                                                    | Japon | Amérique du Nord | - Impacts sur les espèces d'insectes indigènes par prédation directe et par compétition sur les ressources (nectar, miellat) - Perturbation du réseau trophique naturel - Prédation importante d'abeille | - Impact sur les colonies d'abeilles | - Impacts sur la santé humaine par les piqures de frelons qui sont douloureuses. Chez une faible proportion de la population, elles peuvent entraîner une réaction allergique grave (choc anaphylactique) et potentiellement mortelle |
| | Vespa velutina, (Frelon asiatique)                                                            | Asie | Europe | - Impacts sur les espèces d'insectes indigènes par prédation directe et par compétition sur les ressources (nectar, miellat) - Perturbation du réseau trophique naturel - Prédation importante d'abeille | - Impact sur l'apiculture | - Impacts sur la santé humaine par les piqures de frelons qui sont douloureuses. Chez une faible proportion de la population, elles peuvent entraîner une réaction allergique grave (choc anaphylactique) et potentiellement mortelle |
| | Vespula vulgaris (Guêpe commune)                                                              | Espèce d'origine holarctique | Nouvelle-Zélande, Australie et Hawaï | - Impacts sur les espèces d'insectes indigènes par prédation directe et par compétition sur les ressources (nectar, miellat) - Perturbation du réseau trophique naturel | - Représente un parasite pour certaines industries primaires telles que l'apiculture, la sylviculture et l'horticulture | - Impacts sur la santé humaine par les piqures de guêpes qui sont douloureuses. Chez une faible proportion de la population, elles peuvent entraîner une réaction allergique grave (choc anaphylactique) et potentiellement mortelle |
| | Wasmannia auropunctata (Fourmi argentine, Petite fourmi de feu ou Fourmi électrique)          | Amérique centrale et Amérique du Sud | Afrique, Amérique du Nord et du Sud, îles Caraïbes, îles du Pacifique dont les îles Galápagos | - Réduction importante des espèces indigènes d'arthropodes et de petits vertébrés - Compétition pour les ressources (miellat et nectar) - Impacts sur les couvées de tortues indigènes - Impacts sur la dispersion des graines myrmécochores | - Provoque des nuisances importantes dans les zones agricoles où elle peut attaquer et piquer les travailleurs - Peut entraîner des pertes de rendement importantes par l'absorption de la sève des plantes | - Dans les habitations humaines, elle représente une espèce agressive qui peut piquer les humains et même attaquer les yeux et aveugler certains animaux de compagnie |

### Chordés

#### Poissons
| Règne : Animalia, Sous-règne : Eumetazoa, Embranchement : Chordata, Sous-embranchement : Vertebrata, Poisson |                                                                                         | | | | | |
| Image | Espèce                                                                                  | Origine | Zones où l'espèce est considérée comme envahissante | Impacts sur la biodiversité | Problèmes économiques (en plus des coûts nécessaires à l'éradication) | Impacts sur la santé |
| | Clarias batrachus (Silure grenouille)                                                   | Asie du Sud-Est (Inde, Sri Lanka, Bangladesh, Myanmar, Indonésie, Singapour, et Bornéo)                                                | Indonésie (Sulawesi), Hong Kong, Taïwan, Chine, Papouasie-Nouvelle-Guinée, Thaïlande, États-Unis, Royaume-Uni et Philippines                                      | - Supplantation des populations locales de poisson - Impacts négatifs sur les populations indigènes d'amphibiens par la consommation de têtards | - Invasion des installations commerciales d'aquaculture où les silures consomment les autres poissons | |
| | Cyprinus carpio (Carpe commune)                                                         | Rivières européennes proche des bassins de la mer Noire et de la mer Égée                                                              | Répandue à travers le monde sur tous les continents excepté l'Antarctique                                                                                         | - Réduction de la qualité de l'eau et dégradation des habitats aquatiques - Impacts sur les macrophytes aquatiques et les macroinvertébrés benthiques - Modification du régime des nutriments (augmentation du taux d'envasement et réduction de la disponibilité en lumière) - Disparition progressive des poissons indigènes | - Les taux de croissance et les stocks des autres poissons (y compris la perche) pourraient être touchés par la concurrence avec les carpes | - En remuant les substrats des rivières et en réduisant la végétation aquatique la carpe peut rendre les cours d'eau moins attractifs et rendre l'eau impropre à la baignade ou à la consommation par le bétail |
| | Fistularia commersonii (Poisson-flûte, Cornette à taches bleues ou Aiguillette de fond) | Océan Indien, océan Pacifique | Mer Méditerranée | - Concurrence pour la nourriture avec les poissons piscivores indigènes | - Consommation de poissons ayant une importance commerciale (Spicara smaris, Boops boops, Mullus barbatus) | |
| | Gambusia affinis (Gambusie)                                                             | Sud des États-Unis et Nord du Mexique                                                                                                  | Distribution globale : représente probablement le poisson d'eau douce le plus largement introduit dans le monde pour lutter contre la prolifération de moustiques | - Impacts sur certaines espèces indigènes de poissons et d'invertébrés - Représente des hôtes potentiels de parasites helminthes qui sont transmis aux poissons indigènes | | |
| | Lates niloticus (Perche du Nil)                                                         | Bassin hydrographique du Nil, Lac Mariout, principales rivières de l'Afrique de l'Ouest (Sénégal, Niger), Congo, Éthiopie, Lac Turkana | Est de l'Afrique, Lac Victoria, Lac Kyoga et Lac Nabugabo, Maroc, également introduite à Cuba et aux États-Unis                                                   | - Responsable de la disparition de plus de 200 espèces de Cichlidés du genre Haplochromis endémiques du Lac Victoria, par prédation et compétition pour la nourriture - Menace importante pour de nombreuses autres espèces | - Changements complets des aspects socio-économiques relatifs à la pêche et au secteur secondaire en général dans la région du Lac Victoria | |
| | Micropterus salmoides (Achigan à grande bouche ou Perche truitée)                       | Amérique du Nord (la région des Grands Lacs, le bassin du fleuve Mississippi du Sud du Québec au Minnesota, Nord du Mexique)           | Europe, Russie, Afrique du Nord, Moyen Orient, Amérique du Sud, Asie, îles de l'Océan Indien et îles du Pacifique                                                 | - Impacts sur les populations de petits poissons indigènes par prédation aboutissant parfois à la baisse ou à l'extinction de ces espèces | | |
| | Neogobius melanostomus (Gobie à taches noires ou Gobie arrondi)                         | Bassins de la mer Caspienne, de la mer Noire et de la mer d'Azov                                                                       | Bassins de la mer Baltique et de la mer du Nord et Grands Lacs d'Amérique du Nord                                                                                 | - Diminution de la diversité des espèces de poissons indigènes - Consommation des œufs et des alevins de poissons indigènes - Consommation de bivalves qui filtrent l'eau | | - Vecteur de bioaccumulation de nombreux contaminants : les contaminants qui s'accumulent sont transmis à ses prédateurs et éventuellement à l'homme                                                            |
| | Oncorhynchus mykiss (Truite arc-en-ciel)                                                | Pacifique oriental (de l'Alaska à Baja), Californie, Mexique                                                                           | Introduite dans le monde entier | - Impacts négatifs sur les populations indigènes de poissons (par prédation directe et par compétition pour les zones d'alimentation), d'amphibiens et d'invertébrés - Capacité à s'hybrider avec les espèces indigènes de salmonidés (affectant leur intégrité génétique et entraînant la disparition d'espèces par érosion génétique) - Transmission d'une maladie touchant le système nerveux des salmonidés causée par le protozoaire Myxobolus cerebralis | | |
| | Oreochromis mossambicus (Tilapia du Mozambique, Tilapia de Java ou Tilapia noir)        | Régions côtières du Sud de l'Afrique                                                                                                   | Diverses régions tropicales et subtropicales à travers le monde                                                                                                   | - Menace pour les espèces indigènes par compétition pour la nourriture et pour les sites de reproduction | | |
| | Pseudorasbora parva (Pseudo-rasbora)                                                    | Est de l'Asie (fleuve Amour, fleuve Yangtsé, Japon, péninsule coréenne et Taïwan)                                                      | Europe | - Menace pour les poissons indigènes par compétition pour la nourriture - Se nourrit des stades juvéniles de nombreuses espèces locales - Représente un vecteur de maladies infectieuses (y compris Spherotecum destruens) | - Provoque l'épuisement des ressources alimentaires des espèces d'élevage, comme les carpes, réduisant leur productivité (a probablement contribué à la diminution de l'abondance ou même à la disparition de certains cyprinidés autochtones comme Scardinius erythrophthalmus) | |
| | Salmo trutta (Truite fario)                                                             | Europe, Afrique du Nord et Asie de l'Ouest                                                                                             | Amérique du Nord et du Sud, Afrique, Asie, Australasie | - Réduction des populations de poissons indigènes (en particulier des salmonidés) par la prédation, le déplacement et la compétition alimentaire - Effets génétiques par hybridation avec les espèces indigènes (érosion génétique) | | |
| | Salvelinus fontinalis (Saumon de fontaine, Omble de fontaine ou Truite mouchetée)       | Amérique du Nord (région des Grands Lacs, bassin du fleuve Mississippi, bassin de l'Atlantique à l'Est)                                | Introduite dans le monde entier dans les régions tempérées | - Compétition avec les poissons indigènes tels que les salmonidés pour la nourriture et les abris - Prédation envers les amphibiens, le zooplancton et certains invertébrés - Modification des cycles des nutriments (en particulier dans les lacs de montagne oligotrophes sans poissons) - Effets génétiques par hybridation avec les truites indigènes (érosion génétique)                                                                                  | - La pêche sportive à l'omble de fontaine a un effet économique positif pour les communautés locales, mais il peut être négatif si les salmonidés indigènes disparaissent | |
| | Saurida undosquamis                                                                     | Océan Indien, Océan Pacifique, mer Rouge                                                                                               | Est de la mer Méditerranée | - Déplacement d'espèces indigènes (notamment du merlu natif Merluccius merluccius) | - À partir 1955, l'espèce est devenue commercialement importante et a représenté un aliment de base essentiel issu de la pêche côtière (depuis le milieu des années 1980 les captures ont diminué)                                                                               | |
| | Siganus rivulatus                                                                       | Ouest de l'Océan Indien (mer Rouge, Est de l'Afrique)                                                                                  | Mer Méditerranée (parties centrale et orientale) | - Remplacement des espèces indigènes de poissons herbivores - Impacts significatifs sur la structure de la communauté locale des algues | | - Les épines des nageoires dorsales et pelviennes sont venimeuses et provoquent des blessures douloureuses |

#### Amphibiens
| Règne : Animalia, Sous-règne : Eumetazoa, Embranchement : Chordata, Sous-embranchement : Vertebrata, Classe : Amphibia |                                                                                  |                                                         |                                                                                | | |                                                                                                 |
| Image | Espèce                                                                           | Origine                                                 | Zones où l'espèce est considérée comme envahissante                            | Impacts sur la biodiversité | Problèmes économiques (en plus des coûts nécessaires à l'éradication) | Impacts sur la santé                                                                            |
| | Eleutherodactylus coqui (Coquí)                                                  | Amérique du Sud (Puerto Rico)                           | Australasie, Amérique du Nord, îles Galápagos                                  | Provoque une réduction des populations d'invertébrés aériens et d'herbivores, ainsi qu'une atteinte des fonctions des écosystèmes en diminuant les proies et en modifiant les cycles des éléments nutritifs                                                                                                  | Effets négatifs sur le commerce issu des pépinières d'exportation, potentiels impacts sur l'industrie du tourisme à cause de la nuisance sonore provoquée par le cri aigu des grenouilles (diminution de la valeur des propriétés) | Nuisance sonore                                                                                 |
| | Lithobates catesbeianus (Ouaouaron, Grenouille mugissante ou Grenouille-taureau) | Est de l'Amérique du Nord                               | Ouest de l'Amérique du Nord, Amérique du Sud, Asie, Europe                     | Possède la capacité d'occuper toute une gamme d'habitats et de se nourrir de nombreuses espèces, génère un impact négatifs sur les ranidés indigènes, et est porteur d'un champignon pathogène émergent, Batrachochytrium dendrobatidis, qui semble impliqué dans le déclin des amphibiens au niveau mondial | Non documenté, mais les coûts d'éradication sont élevés,. |                                                                                                 |
| | Rhinella marina (Crapaud buffle)                                                 | Nord de l'Amérique du Sud, Amérique centrale et Mexique | Îles de la mer des Caraïbes, îles de l’Océan Pacifique, îles de l'Océan Indien | Extrêmement vorace, il se nourrit d'une multitude d'espèces animales et constitue une menace à la survie de la faune indigène. Ses sécrétions toxiques génèrent un impact négatif sur les espèces prédatrices qui se nourrissent habituellement d'amphibiens                                                 | | Des sécrétions toxiques et potentiellement mortelles sont produites par ses glandes parotoïdes. |

#### Reptiles
| Règne : Animalia, Sous-règne : Eumetazoa, Embranchement : Chordata, Sous-embranchement : Vertebrata, Reptile |                                               | |                                                                                           | | | |
| Image | Espèce                                        | Origine                                                                                                  | Zones où l'espèce est considérée comme envahissante                                       | Impacts sur la biodiversité | Problèmes économiques (en plus des coûts nécessaires à l'éradication)                                                                            | Impacts sur la santé |
| | Boiga irregularis (Serpent brun arboricole)   | Est de l'Indonésie, Nouvelle-Guinée, îles Salomon et régions côtières du Nord et de l'Est de l'Australie | Micronésie, Guam, Saipan, îles Mariannes du Nord                                          | L'espèce a provoqué l'extinction locale de plus de la moitié des oiseaux et lézards indigènes de Guam. En éliminant les pollinisateurs indigènes le serpent brun arboricole a également provoqué "en cascade" des effets sur la régénération des plantes indigènes et sur la couverture végétale                                                                  | Impacts négatifs sur la production agricole dus à la prolifération d'espèces d'insectes dont les prédateurs (oiseaux et lézards) ont été décimés | Serpent légèrement venimeux dont la morsure représente un danger pour la santé des nourrissons et des jeunes enfants. On constate également une augmentation des cas de maladies transmises par les moustiques dont la population n'est plus contrôlée par les oiseaux et lézards indigènes. |
| | Trachemys scripta elegans (Tortue de Floride) | Est des États-Unis et régions Nord-Est du Mexique                                                        | Europe, Asie du Sud-Est, Caraïbe, Israël, Bahreïn, îles Mariannes, Guam et Afrique du Sud | Prédation directe sur plusieurs espèces de plantes et d'animaux (insectes, invertébrés, amphibiens, reptiles, petits mammifère et oiseaux), compétition avec les tortues indigènes pour la nourriture et les sites de nidification, contribution à la propagation de maladies et de parasites qui pourraient affecter les tortues indigènes et la faune aquatique | | Représente des porteurs de maladies dangereuses pour les êtres humains et de nombreuses autres espèces (vecteur potentiel de Salmonella, par exemple). Les grands spécimens peuvent infliger des morsures douloureuses,.                                                                     |

#### Oiseaux
| Règne : Animalia, Sous-règne : Eumetazoa, Embranchement : Chordata, Sous-embranchement : Vertebrata, Reptile |                                          |                                            |                                                     |                             |                                                                       |                                                              |
| Image | Espèce                                   | Origine                                    | Zones où l'espèce est considérée comme envahissante | Impacts sur la biodiversité | Problèmes économiques (en plus des coûts nécessaires à l'éradication) | Impacts sur la santé                                         |
| | Acridotheres tristis (Martin triste)     |                                            | Europe                                              |                             |                                                                       |                                                              |
| | Alopochen aegyptiacus (Ouette d'Égypte)  |                                            | Europe                                              |                             |                                                                       |                                                              |
| | Columba livia (Pigeon biset)             | Asie du Sud-Ouest, Afrique du Nord, Europe |                                                     |                             |                                                                       |                                                              |
| | Corvus splendens (Corbeau familier)      |                                            | Europe                                              |                             |                                                                       |                                                              |
| | Oxyura jamaicensis (Érismature rousse)   |                                            | Europe                                              |                             |                                                                       |                                                              |
| | Passer domesticus (Moineau domestique)   |                                            |                                                     |                             |                                                                       |                                                              |
| | Perdix perdix (Perdrix grise)            |                                            |                                                     |                             |                                                                       |                                                              |
| | Pycnonotus cafer (Bulbul à ventre rouge) |                                            |                                                     |                             |                                                                       |                                                              |
| | Sturnus vulgaris (Étourneau sansonnet)   | Europe, Asie                               | Europe, Amérique du Nord                            |                             | - Endommage les infrastrucures                                        | - Responsable de la prolifération d'acariens ou de bactéries |
| | Threskiornis aethiopicus (Ibis sacré)    |                                            | Europe                                              |                             |                                                                       |                                                              |

#### Mammifères
| Règne : Animalia, Sous-règne : Eumetazoa, Embranchement : Chordata, Sous-embranchement : Vertebrata, Classe : Mammalia |                                      |                                                                 |                                                                                                   | | | |
| Image | Espèce                               | Origine                                                         | Zones où l'espèce est considérée comme envahissante                                               | Impacts sur la biodiversité | Problèmes économiques (en plus des coûts nécessaires à l'éradication) | Impacts sur la santé |
| | Mustela vison (Vison d'Amérique)     | Amérique du Nord                                                | Europe, la fuite d'individus de l'espèce élevée pour sa fourrure a engendré de nombreux problèmes | Concurrence certaine avec le vison européen, moins agressif et plus sauvage. Déterminant dans le déclin des grands lagopèdes en Grande-Bretagne.Ravage les populations de Sternes en Bretagne[réf. nécessaire]. | | |
| | Myocastor coypus (Ragondin)          | Amérique du Sud                                                 | Amérique du Nord, Europe, Japon, Kenya                                                            | Déstabilisation des berges des cours d'eau, compétition avec d'autres espèces, destruction des nids d'autres vertébrés. | Se nourrit de céréales, blé, maïs, riz. | |
| | Ondatra zibethicus (Rat musqué)      | Amérique du Nord                                                | Amérique du Nord, Europe                                                                          | Déstabilisation des berges des cours d'eau, de fossés, de mares ou d'étangs, compétition avec d'autres espèces, destruction des nids d'autres vertébrés. | Végétarien essentiellement. | |
| | Rattus norvegicus (rat d’égout)      | Mandchourie, Chine Orientale, Est de la Sibérie, Japon et Corée | Monde entier                                                                                      | Ces rongeurs dévorent des œufs d’oiseaux, ce qui rend certaines espèces en voie d’extinction [réf. nécessaire]. Le rat a colonisé 80% des îles de la planète [réf. nécessaire]. | Ces rongeurs ravagent les cultures et mettent leurs déjections (urine et excréments) sur les réserves de céréales déjà récoltées [réf. nécessaire]. Ils contribueraient à déboucher certaines canalisations dans les égouts [réf. nécessaire].                                                         | Les rats sont des porteurs de certains germes pouvant provoquer des maladies, parfois mortels chez l’homme comme la peste bubonique qui aurait tué 50 % de la population européenne au XIVe siècle. |
| | Rattus rattus (Rat noir)             | Sous continent indien et Asie du Sud Est                        | Monde entier                                                                                      | Cette espèce a provoqué tout au long de son histoire des extinctions massives d’espèces en colonisant du territoire. Vers la fin du XIXe siècle, en colonisant certaines îles du pacifique elle aurait décimée des espèces de rats jusqu’à l’extinction avec les maladies qu’ils auraient importées. Aujourd’hui encore, cette espèce s’attaque aux œufs des oiseaux, mettant certaines espèces en voie d’extinction.[réf. nécessaire] | Elle peut infester les maisons[réf. nécessaire] surtout à la campagne. Il peut se mettre à ronger les fondations en bois et fragiliser les maisons.[réf. nécessaire] Surtout, cette espèce s’attaque essentiellement aux récoltes et mettent leurs déjections sur les sacs de grains.[réf. nécessaire] | Elle est aussi un porteur de maladies[réf. nécessaire], au Moyen Âge, cette espèce aurait contribué à répandre la peste noire.                                                                      |
| | Sciurus carolinensis (Écureuil gris) | Amérique du Nord                                                | Europe                                                                                            | Concurrence certaine avec son cousin européen l'écureuil roux. | Entraine la mort des arbres par écorçage[réf. nécessaire]. | A apporté de l'Ouest un virus inoffensif pour l'espèce mais fatale pour Sciurus vulgaris. |

## Champignons
| Règne : Fungi |                                                                      |                  |                                                             |                                                                 |                                                                       | |
| Image         | Espèce                                                               | Origine          | Zones où l'espèce est considérée comme envahissante         | Impacts sur la biodiversité                                     | Problèmes économiques (en plus des coûts nécessaires à l'éradication) | Impacts sur la santé |
|               | Batrachochytrium dendrobatidis                                       | Asie de l’Est    |                                                             |                                                                 |                                                                       | |
|               | Cronartium ribicola (Rouille vésiculeuse du pin blanc)               | Asie             | Europe, Amérique du Nord                                    |                                                                 |                                                                       | |
|               | Cryphonectria parasitica                                             | Asie orientale   |                                                             |                                                                 |                                                                       | |
|               | Dibotryon morbosum (Nodule noir)                                     | Amérique du Nord | Amérique du Nord                                            |                                                                 | - Diminution et perte de la valeur et de la qualité du bois           | |
|               | Gremmeniella abietina (Chancre scléroderrien, race européenne)       | Europe           | Canada                                                      |                                                                 |                                                                       | |
|               | Heterobasidion irregulare (Maladie du rond)                          | Mexique          | Canada                                                      |                                                                 |                                                                       | |
|               | Neonectria faginata (Maladie corticale du hêtre)                     | Europe           | Canada                                                      |                                                                 |                                                                       | |
|               | Ophiognomonia clavigignenti-juglandacearum (Chancre du noyer cendré) | Inconnue         | Canada                                                      |                                                                 |                                                                       | |
|               | Ophiostoma ulmi (Maladie hollandaise de l’orme)                      | Asie             | Europe, Amérique du Nord                                    |                                                                 |                                                                       | |
|               | Pseudogymnoascus destructans (Museau blanc)                          | Europe           | États-Unis, Canada                                          | - Importante cause du déclin des populations des chauves-souris |                                                                       | |
|               | Serpula lacrymans (Mérule pleureuse, Mérule pleureur)                | Asie             | Afrique, Amérique du Nord, Amérique du Sud, Europe, Océanie |                                                                 | - Destruction de la cellulose                                         | - Les conditions de développement du champignon favorisent le développement d’organismes pathogènes, tels que les moisissures - Favorise les problêmes respiratoirs |

## Microorganismes
| Règne : Eucaryotes |                          |         |                                                     |                             |                                                                       |                      |
| Image              | Espèce                   | Origine | Zones où l'espèce est considérée comme envahissante | Impacts sur la biodiversité | Problèmes économiques (en plus des coûts nécessaires à l'éradication) | Impacts sur la santé |
|                    | Aphanomyces astaci       |         |                                                     |                             |                                                                       |                      |
|                    | Plasmodium relictum      |         |                                                     |                             |                                                                       |                      |
|                    | Virus de la peste bovine |         |                                                     |                             |                                                                       |                      |